# Happy People
Happy People ist ein Lied aus dem Jahr 1974, das von der Gruppe The Temptations veröffentlicht wurde. Lionel Richie war am Schreiben des Liedes beteiligt. Das Lied sollte ursprünglich von der Gruppe The Commodores veröffentlicht werden. Das Lied war die erste Single aus dem Album A Song for You von The Temptations. In den Vereinigten Staaten belegte die Single Platz 1 der R&B Charts und Platz 40 der Billboard Hot 100. Happy People platzierte sich auf Rang 11 der Disco/Dance Charts.
Happy People war in vielerlei Hinsicht ein neuer Anfang für The Temptations. So war es die erste Single aus einem Album, in dem ein Lied ohne die Gruppe The Funk Brothers, der ehemaligen Studio-Band von Motown, zu hören war. Stattdessen kümmerte sich die Gruppe The Commodores um die musikalische Untermalung. The Commodores schrieben auch die Musik für das Album, da Norman Whitfield Motown verlassen hatte. Das machte Happy People zur ersten Single von The Temptations seit Mother Nature aus dem Jahr 1972, die nicht von Whitfield geschrieben wurde. Auch war Happy People die erste Single seit All I Need aus dem Jahr 1967, die nicht von Whitfield produziert wurde; diese Aufgabe wurde von Jeffrey Bowen übernommen.
Auf der B-Seite der Single befand sich die instrumentale Version des Liedes. Dies war eigentlich eine B-Seite von The Commodores. Happy People war die letzte Single von The Temptations, bei der die B-Seite die instrumentale Version der A-Seite war. Dies war zuvor bei den Singles  Papa Was a Rollin’ Stone und Masterpiece der Fall gewesen. Die Instrumentalversion von Happy People ist wie die gesungene Version auf dem Album A Song For You veröffentlicht worden.